# Språklig inflation
Språklig inflation är att betydelsen hos ord, särskilt värderande och jämförande ord, försvagas genom överanvändning under en längre tid.

## Inflationsprocessen
Östen Dahl har givit som exempel att en lärare urskiljningslöst säger till elever att deras arbete är ”excellent” (utmärkt) och inte ger omdömet ”good” (bra). Då förlorar ordet ”utmärkt” sitt informativa värde, och måste ersättas med andra ord, som ”fantastiskt”.
David Lightfoot har om adjektiv sagt att ”adjectives are regularly ’devalued’ by a kind of linguistic inflation: excellent comes to mean merely ’good’, enormous to mean ’big’, and fantastic, fabulous, and so on lose their original force. As this happens, so new superlatives must be invented to describe the end point on some scale”. (”adjektiv blir oupphörligen ’devalverade’ genom ett slags språklig inflation: ”utmärkt” kommer att betyda enbart ’bra’, ’enorm’ kommer att betyda ’stor’, och ’fantastisk’, ’fabulös’ och så vidare mister sin ursprungliga laddning. När detta sker behöver nya superlativer uppfinnas för att beteckna slutet på skalan”.)
David Lightfoot påpekar att ett behov av nya ord uppstår eftersom slutet av skalan töms på ord. Det svenska ordet ”jättefantastiskt” har enligt vad sökningar i tidningsarkiv visar skapats mot slutet av 1900‑talet.
Samma inflatoriska förändringar påverkar ord som betecknar negativa egenskaper, som dålig – usel – urusel.

## Lingvistisk teori
Östen Dahl jämför språkliga handlingar med andra handlingar där man ger något. En kung kan skänka land, titeln ”storhertig”, eller pengar. Land är konkret, men värdet hos en titel eller pengar beror på sociala konventioner. Om där inte finns verkliga objekt som motsvarar ett konventionellt värde (som om någon sålde 200 biljetter till en teaterföreställning med 100 sittplatser) uppstår i vissa fall en omedelbar kris, men om där inte finns ett direkt samband mellan en konventionella symboliska enheter (en valutaenhet, en titel) och något i verkligheten, är det frestande att giva ut för mycket, vilket leder till inflation, och till att konventionella symboler som titlar mister sitt värde.
Dahl gör en jämförelse med naturliga språk, och anför att i nutida mandarin är det nästan grammatiskt obligatoriskt att säger något som i översättning skulle bli ”han är mycket snabb” när man vill säga ”han är snabb”. Det som ursprungligen var naturligt (”han är snabb”) uppfattas idag som konstigt; ordet som betydde ”mycket” har förlorat i semantiskt värde genom inflation.
Det engelska uttrycket ”linguistic inflation” är mer allmänt spritt än ”språklig inflation” på svenska, men ”språklig inflation” har använts av språkvårdare.

## Jämförelse med eufemism
Ett annat fenomen där man byter ut ord är att ett ord man vill utvika byts ut mot en eufemism, och sedan byts eufemismen ut mot en annan eufemism. På svenska har man officiellt talat om ”sinnesslöhet”, ”idioter” och ”imbecilla. Orden byttes ut mot ”psykiskt efterbliven” och ”psykisk utvecklingsstörning” och ”intellektuell funktionsnedsättning”. På engelska kallas detta ”euphemism cycle"  eller ”eufemism treadmill”. På svenska finns ingen etablerad term. Likheten med språklig inflation är att de nya benämningarna efter ett tag känns otillräckliga, fast av andra skäl.